# Tekla (album)
Tekla är ett studioalbum från 1994 av Tekla.

## Låtlista
Alla låtar är skrivna av Tekla.
1. Här (behöver du inte va nån annan)
2. Aldrig
3. Hund på rymmen
4. Kom
5. En liten svensk stad
6. Lille vän /Det är bara som jag hitta...
7. Din värld
8. Jag är så trött
9. Anders
10. Hallå!
11. Om jag gick fram
12. Genom skymningen

## Listplaceringar
| Lista (1994) | Position |
| ------------ | -------- |
| Sverige      | 37       |